# Richard Furumo
Richard Furumo är en litterär figur, som förekommer i Carl Jonas Love Almqvists verk, framför allt i bokserien Törnrosens bok. Han fungerar där ofta som den som, på det jaktslott där ramberättelsen äger rum, berättar de inom ramen ingående verken. Han är själv huvudperson i novellen "Palatset". Furumos karaktär beskrivs ofta som demonisk, och många har velat identifiera honom med författaren själv, inte minst Almqvists politiska motståndare. Almqvist förnekade inte att de hade gemensamma drag, men menade sig ha lika mycket gemensamt med den mer sävlige Herr Hugo och andra karaktärer i ramberättelsens persongalleri.